# Zetor 7211/7245

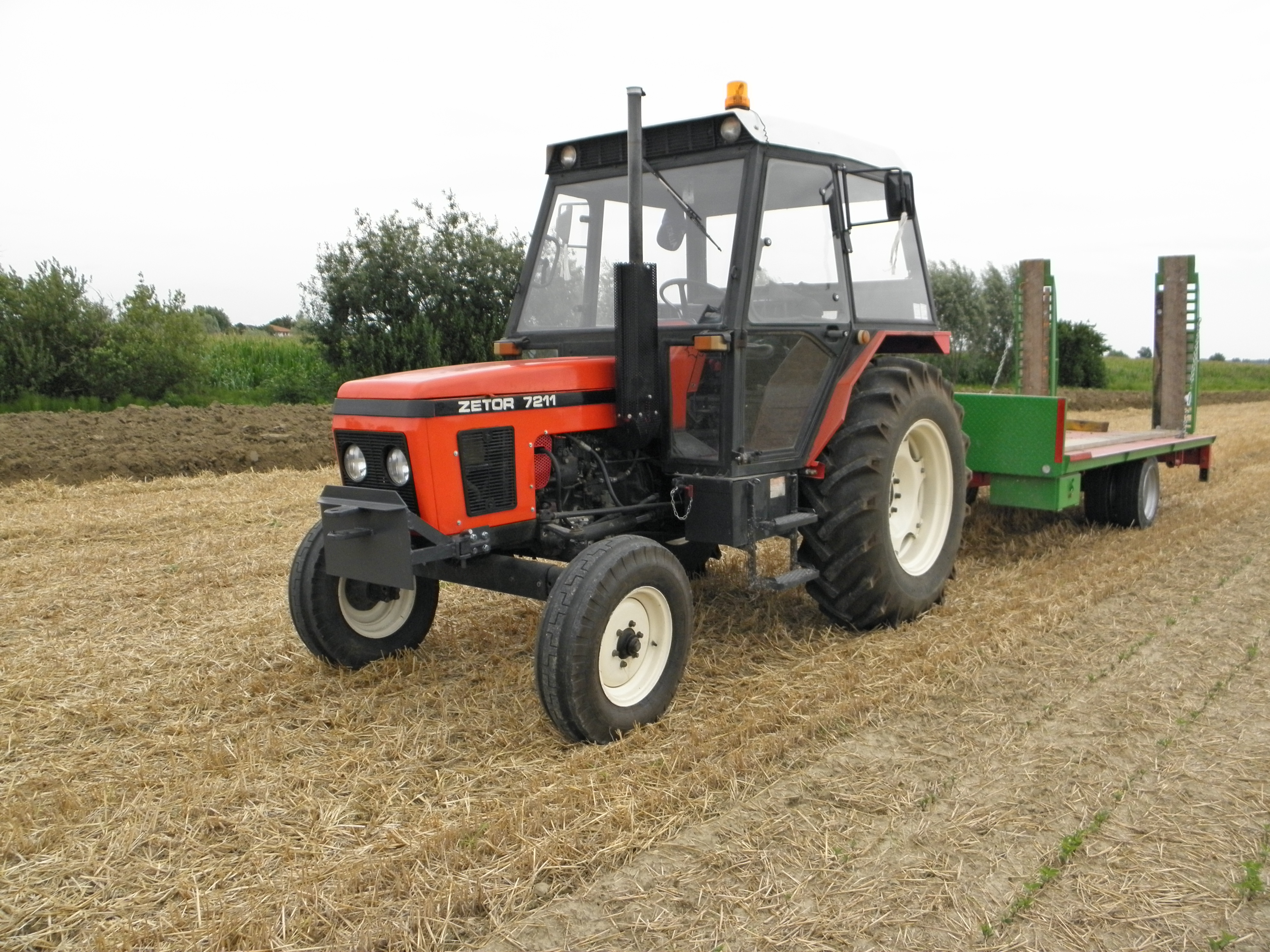
Zetor 7211 с прицепом

Zetor 7211/7245 — колёсный трактор серии UR I, выпускавшийся в различных модификациях и на различных заводах с 1984 по 1999 год.

## Технические характеристики
Трактор оснащён четырёхцилиндровым дизельным двигателем внутреннего сгорания Zetor 7201 объёмом 3595 см3, мощностью 46 л. с. при 2200 об/мин и крутящим моментом 224 Н*м при 1500 об/мин с запасом 12% и 17 степенью сжатия. Объём бака составляет 70 литров. Впереди присутствует вал отбора мощности.

## В игровой и сувенирной индустрии
- Трактор Zetor 7211 присутствует в игре Operation Flashpoint на стороне гражданских. Он разгоняется сносно и моментально преодолевает препятствия, несмотря на задний привод[6]. Во избежание копивио разработчики назвали трактор Tozer 7211[7].
- Издательство Agromodels выпустило бумажную модель трактора Zetor 7211[8].